# Apolonia Skakowska
Apolonia Skakowska z domu Mordas (ur. 5 lutego 1932 w Nowosiółkach) – polska poetka, nauczycielka i działaczka kulturalna działająca na Wileńszczyźnie, od 1993 prezes-dyrektor Centrum Kultury Polskiej na Litwie im. Stanisława Moniuszki. Honorowa obywatelka miasta Mrągowa. 

## Życiorys
Apolonia Skakowska urodziła się w 1932 roku na Wileńszczyźnie. Pochodzi z wielodzietnej rodziny polskiej, pełnej patriotycznych tradycji. W 1955 roku ukończyła Średnią Szkołę Pedagogiczną w Trokach, następnie zaś Wydział Filologii Polskiej Wileńskiego Instytutu Nauczycielskiego w Nowej Wilejce. W 1965 roku została absolwentką Wydziału Filologii Polskiej Wileńskiego Instytutu Pedagogicznego. Kształciła się również na studiach doktoranckich na Uniwersytecie Wileńskim oraz magisterskich germanistycznych w Instytucie Języków Obcych w Mińsku. W latach 1957–1974 pracowała jako nauczycielka w polskich szkołach w Nowej Wilejce, była również redaktorem podręczników polskich w wydawnictwie „Šviesa”. 
W latach 1968–1990 zatrudniona w firmie „Inturist” jako przewodnik turystyczny po krajach bałtyckich. Na przełomie lat osiemdziesiątych i dziewięćdziesiątych XX wieku zaangażowała się w działalność na rzecz kultury polskiej na Litwie. W 1988 roku rozpoczęła organizację Wigilii Polskich na Wileńszczyźnie. W 1989 roku została członkiem Związku Polaków na Litwie, gdzie objęła funkcję kierownika działu kultury.  
Na początku lat 90. na fali odrodzenia narodowego i wybijania się Litwy na niepodległość, zaczęła intensywniej popularyzować kulturę polską na Litwie. Jak mówiła w rozmowie z „Kurierem Wileńskim” w 2022 roku, „Polacy mogli zacząć głośno mówić o swojej kulturze, o polskiej tożsamości na Litwie i wielkich Polakach”. 
W 1993 roku założyła Centrum Kultury Polskiej na Litwie im. Stanisława Moniuszki, którego została prezesem-dyrektorem. W tym samym roku zakładała Zrzeszenie Polek na Litwie, pełniła funkcję jego prezeski. W 1994 roku zaczęła organizować Festiwal Kultury Polskiej na Litwie „Piesń znad Wilii”, a także Festiwal Dzieci i Młodzieży Muzycznie Uzdolnionej im. Stanisława Moniuszki. Od 1995 roku jest współorganizatorką Festiwalu Kultury Kresowej w Mrągowie. Od wielu lat organizuje Międzynarodowy Zlot Poetów Polskiego Rodowodu w Wilnie. Jest autorką licznych podręczników do języka polskiego, a także tomików wierszy „Dotyk Wileńszczyzny” (1999), „Serce każe mi śpiewać” (1999), „Zegar polskich serc” (2001), „Szelest czasu” (2009) oraz „Śni mi się Polska” (2017). Publikowała swoje artykuły na łamach Kuriera Wileńskiego oraz Magazynu Wileńskiego. 
Odznaczona m.in. odznaką Zasłużony dla Kultury Polskiej (1995), Krzyżem Kawalerskim Orderu Zasługi Rzeczypospolitej Polskiej (1998). W 2015 samorząd miasta Mrągowa przyznał jej tytuł honorowej obywatelki tego miasta. Dwa lata później otrzymała Nagrodę im. Stanisława Grochowiaka przyznaną przez Związek Literatów Polskich. 
Jest przedstawicielką Polskiej Szlachty Królewskiej. W 2017 roku ukazała się książka „A’Polonia. Wartości moich czasów” autorstwa Haliny Jotkiałło i Krystyny Adamowicz poświęcona Apolonii Skakowskiej. W 2019 roku poetka została nominowana do Rządowej Nagrody Kultury i Sztuki Republiki Litewskiej.
Była zamężna z Walerianem Skakowskim, herbu „Jelita”, przybyłym z Białorusi inżynierem konstruktorem z polskiej rodziny. Walerian Skakowski pracował w byłym zakładzie „Žalgiris” w Wilnie. Ma syna Aleksandra, który mieszka w Gdyni, w rodzinie którego wychowują się trzy wnuczki Apolonii Skakowskiej. 

## Źródła
- „Skakowska, Apolonia”, [w:], „Polacy na Litwie 1918-2000. Słownik biograficzny”, red. Mieczysław Jackiewicz, Wydawnictwo Andrzej Frukacz, Warszawa 2003, s. 185-186